# Группа станций
Группа станций (англ. station group) — используемое на железных дорогах Великобритании объединение нескольких отдельных остановочных пунктов в единый пункт назначения в системе продажи билетов. Пассажиры, купившие билет от или до группы станций, могут начать или завершить поездку на любой из станций, входящей в группу.
Особенностью железнодорожной сети Великобритании является наличие нескольких маршрутов между двумя пунктами, иногда обслуживаемых разными компаниями. При отсутствии группировки пассажирам пришлось бы приобретать отдельные билеты, если бы они предпочли один маршрут другому, при том что с точки зрения места отправления и назначения разницы между маршрутами практически нет.
Концепция группы станций объясняется в «Национальном руководстве по тарифам», публикуемом примерно три раза в год (ранее Советом Британских железных дорог, после приватизации — Ассоциацией железнодорожных компаний) для служб и организаций, осуществляющих продажу билетов: «Тарифы до определенных … городов указаны до условной общей станции и обратно [. ] Все тарифы и все билеты должны быть выданы до станции [этой условной группы] и обратно, за исключением местных рейсов между двумя станциями одной группы. Билеты, выданные до этих станций [условной группы] и от них, действительны до или от любой из связанных с ними станций при условии наличия обычного маршрута».

## Терминология и обозначение на билетах

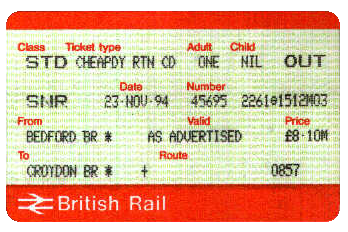
Билет APTIS, выданный для поездок между группой станций «Бедфорд» и группой станций «Кройдон» с использованием обозначений British Rail «BEDFORD BR» и «CROYDON BR»

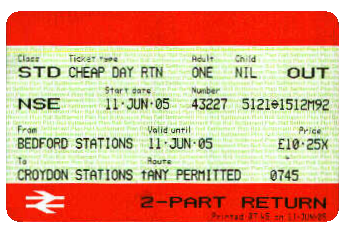
Билет Shere SMART, для поездок между группой станций «Бедфорд» и группой станций «Кройдон» с использованием действующих обозначений «BEDFORD STATIONS» и «CROYDON STATIONS»

Группы станций должны быть указаны в билетах стандартным, легко идентифицируемым образом. Совет британских железных дорог выбрал следующий метод:
- Взять название фактического места, где находятся станции группы, например, для станций Пендж-Ист (англ. Penge East) и Пендж-Уэст (англ. Penge West) это будет название района Пендж[англ.]: «PENGE».
- Добавить аббревиатуру «BR»: «PENGE BR».

Каждой группе станций также присвоен собственный национальный код местоположения — четырехзначный код, используемый для учёта и привязки доходов к местоположениям объектов железнодорожной сети. Коды большинства групп станций находились между 0250 и 0500. На билетах системы PORTIS/SPORTIS код указывался для пункта отправления и назначения, при этом код пункта продажи соответствовал конкретной станции из группы. В системе APTIS и сменивших её системах пункт отправления стал указываться для конкретной станции выдачи билета, даже если она входила в группу станций.
После приватизации обозначение BR потеряло актуальность, хотя использовалось более 10 лет и являлось удобным условным обозначением для групп станций. Необходимо было выбрать новое обозначение, которое по-прежнему занимало бы мало места в билете (в большинстве систем выдачи билетов названия мест ограничены 16 символами) и оставалось очевидным для пассажиров.
В качестве замены были выбраны обозначения «STATIONS» или «STNS», которые постепенно, с ноября 1997 года по январь 1998 года заменяли «BR». Выбор между полной и краткой формой определялся следующим:
- «STNS» использовалось, если длина названия местоположения составляла от 8 до 11 символов: например, «LIVERPOOL BR» превратилось в «LIVERPOOL STNS»
- «STATIONS» использовалось, если название местоположения состояло из 7 или менее символов: например, «DORKING BR» превратилось в «DORKING STATIONS»[5][6]

Были некоторые отклонения от этого стандарта:
- Поскольку название «GAINSBOROUGH» имеет длину 12 символов, даже сокращённый вариант не мог использоваться. В результате группа станций «Гейнсборо» обозначалась просто как «GAINSBOROUGH».
- В Глазго существует несколько станций, и обозначение «GLASGOW STATIONS» могло быть ошибочно интерпретировано пассажирами как относящееся ко всей сети пригородных железных дорог Глазго. Это обозначение недолго использовалось до середины апреля 1998 года, после чего было введено обозначение «GLASGOW CEN/QST», так как в группу входят только вокзалы Глазго-Сентрал и Глазго-Куин-Стрит[7].

Особым случаем является группа станций «Лондон». Группа создана в апреле 1970 года Южным регионом British Rail, первоначально в неё вошло девять станций, объединённых названием «LONDON SR». В мае 1983 года, группа была увеличена, в неё вошли все конечные остановки Лондона. На билетах группа стала обозначаться «LONDON BR», а с января 1989 по 1997 год — «LONDON BRIT RAIL». После приватизации название поменялось на «LONDON», прежде чем с апреля 1998 года стать «LONDON TERMINALS», хотя не все включенных в группу станции технически являются конечными.

## Существующие группы станций
По состоянию на начало 2021 года существует 38 групп станций (включая лондонскую).

## Статус отдельных станций в группах
Концепция группы станций применяется только билетам между двумя точками. В других типах билетов, выдаваемых на станциях, входящих в группу, будет отображаться название самой станции, например, при использовании Travelcard в Лондоне, покупке перронного билета, парковочного билета и различных проездных билетов.
Кроме того, для билетов на проезд между станциями одной группы, указываются их индивидуальные названия. Это имеет практическое значение только в ситуациях, когда групповые станции легко доступны друг другу, например, в группе станций «Ливерпуль», в которой все четыре станции связаны друг с другом.

## В других странах
Группы станций также используются в транспортных сетях других стран.

### Австралия
Билеты, выдаваемые компанией V/Line для поездок в Мельбурн, выдаются до группы станций «MELBOURNE Z1/2», соответствующей зонам 1 и 2 в системем Myki, то есть включающей все станции в пригородной железнодорожной сети Мельбурна, а также все автобусы и трамваи в этих зонах.

### Германия
Железнодорожные билеты в Германии на расстояние более 100 км могут быть выданы до группы станций, которые обозначаются термином Abgang-/Zielbahnhöfe mit tariflicher Gleichstellung (то есть «станции назначения с равными тарифами»). Например, группа «BERLIN» включает в себя все станции магистральной и городской железной дороги в пределах кольцевой линии.